# 千代正實
千代 正實 （ちしろ まさみ、1948年- ）は、日本の実業家。株式会社京都放送代表取締役会長。

## 人物・経歴
京都府出身。1970年京都産業大学経済学部卒業。2011年4月、副社長から社長へ昇格。
2017年6月より代表取締役会長に就任。